# Acosta (månekrater)
Acosta er et lille nedslagskrater på Månen, som ligger på Månens forside, lige nord for det fremtrædende Langrenuskrater og tæt ved den østlige rand af Mare Fecunditatis. Krateret er opkaldt efter den portugisiske videnskabsmand Cristobal Acosta (1515-1594).
Navnet blev officielt tildelt af den Internationale Astronomiske Union (IAU) i 1976. Før det blev omdøbt af IAU, hed dette krater "Langrenus C"

## Omgivelser
Vest for Acosta ligger trioen Atwood-, Naonobu- og Bilharzkraterne.

## Karakteristika
Krateret er cirkulært og bægerformet med en lille kraterbund i midten af de skrånende indre vægge.

## Måneatlas
- Billeder af Acostakrateret i LPI-måneatlasset